# 埃琳·安多
埃琳·安多（Elreen Ando，1998年11月1日—），菲律宾女子举重运动员，2020年亚洲举重锦标赛女子64公斤级银牌得主、2023年东南亚运动会女子59公斤级金牌得主、2022年亚洲运动会女子64公斤级铜牌得主。